# Patricia Stokoe
Patricia Lulú Stokoe (1919-1996) fue una bailarina y pedagoga argentina, creadora de la Expresión Corporal-Danza y de la Sensopercepción. Nació un 23 de septiembre en el Hospital Británico de Buenos Aires, hija de padre y madre ingleses, y pasó su niñez en la estancia que administraban en Coronel Suárez, provincia de Buenos Aires.

## Biografía
En 1938 viaja a Inglaterra a estudiar danzas clásicas en la Royal Academy of Dance de Londres y danza moderna con Agnes De Mille, Catherine de Vos y Sigurd Leeder. Durante la II Guerra Mundial integra la compañía de ballet Anglo-Polish Company y dicta sus primeras clases en escuelas municipales de Londres, en el London Country Council y en Stevenage-Hartford.
En la posguerra regresa a su país influenciada por los movimientos culturales vanguardistas en búsqueda de nuevas expresiones artísticas y por el concepto de danza libre iniciada por Isadora Duncan. Enriquecieron su formación en este sentido las técnicas pedagógicas de conciencia corporal y del movimiento de Moshé Feldenkrais, las investigaciones de Rudolf Von Laban sobre el movimiento en el tiempo y el espacio y la rítmica de Dalcroze.
Desarrolló métodos pedagógicos que facilitaron la búsqueda del movimiento y la expresión con significado personal. Su estilo didáctico orientado hacia la concientización del cuerpo, la exploración del movimiento, la expresión y la improvisación contrastaban con los modelos de danza tradicionales como las clásicas, modernas y folklóricas basados en esquemas preestablecidos. Su objetivo era generar en cada alumno la creación de su propia danza que le permitiese representarse a sí mismo y expresar a través del lenguaje corporal sus propias vivencias, ideas y emociones.
"La manera de danzar que lleva el sello de cada individuo. Comparándolo con la poesía de cada poeta. Por medio de este quehacer queremos ayudar a que el cuerpo piense, se emocione, y transforme esta actividad psíquica-afectiva en movimiento, gestos, ademanes y quietudes cargados de sentido propio." (Patricia Stokoe, 1987)
En 1954 introduce su metodología en el Collegium Músicum de Buenos Aires y decide denominar su quehacer con el nombre de Expresión Corporal con la finalidad de acercar y democratizar la danza -la danza al alcance de todos y la danza de cada uno. Años más tarde adoptó el término Expresión Corporal-Danza para diferenciarlo de otras ramas de la EC que se fueron desarrollando.
En 1968 funda su propio estudio, el Estudio Patricia Stokoe, en ese período dicta clases con un equipo de trabajo formado por Perla Jaritonsky, Carlos Gianni y Eduardo Segal.
En 1971 conoce a Gerda Alexander creadora de la Eutonía invitada a través de la SADEM (Asociación Argentina de Educación Musical). Viaja a Ginebra en varias ocasiones a formarse en Eutonía con Gerda –en ese entonces estaba dirigido a fines terapéuticos. A partir de aquellos encuentros Patricia inicia una nueva revisión y transformación en su técnica de trabajo corporal y desarrolla la Sensopercepción orientada hacia la expresión artística y técnica básica de la Expresión Corporal-Danza.
En 1976 reúne un equipo multidisciplinar para el estudio e investigación de la EC, creando su propio centro de formación pedagógica, en el que reúne aportaciones significativas de profesionales de la pedagogía, psicología, neurofisiología, sociología, kinesiología, psicoanálisis, pediatría y medicina clínica. Formaron parte de su equipo personalidades como el Dr. Roberto Cacuri, Olga Nicosía, Dr. Francisco Berdichevsky, Aída Rotbart, Musia Auspitz, Ruth Harf, Alicia Sirkin, Dra. Hebe A. Zani, Ezequiel Ander-Egg.
A través de sus cursos, conferencias, artículos y libros la EC y su enfoque sistémico tuvo repercus

## Trayectoria
De su larga trayectoria se destaca
En 1954 introduce su Escuela de Expresión Corporal en el Collegium Musicum de Buenos Aires.
En 1966 coordina el Primer Profesorado en la Argentina para la Formación de Docentes de Expresión Corporal en el [Collegium Musicum] de Buenos Aires.
En 1968 abre su propio centro de enseñanza Estudio Patricia Stokoe.
En 1972 crea y dirige el Grupo Aluminé realizando espectáculos en diversas salas de teatro del país.
En 1976 crea en su estudio el Profesorado de la Primera Escuela Argentina de EC-Danza para la formación y perfeccionamiento docente.
En 1980 la EC se introduce en Argentina el Primer Profesorado Nacional de Expresión Corporal, dictado en la Escuela Nacional de Danzas "María Ruanova" Instituto Nacional Superior del Profesorado y Escuela Nacional de Danzas y el Instituto Nacional Superior de Folklore, actualmente Universidad Nacional de las Artes.
Desde 1988 hasta 1995 participa en los cursos de Expressió, Comunicassió y Psicomotricitat, organizados por la Escola Municipal de Expressión, Barcelona, España
En 1990 realiza la conferencia inaugural en el XI Congreso Internacional del IPA, International Play Association (Asociación Internacional por el Derecho del Niño a Jugar), Tokio, Japón.
En 2003 se crea el Centro Artístico Patricia Stokoe CCPS, posteriormente denominado CAPS.
(= Participación en Asociaciones =)
Fue miembro fundador de las siguientes Asociaciones:)
MAEPA, Movimiento Argentino de Educación por el Arte -presidenta 1984-1989, y posteriormente como presidenta honoraria.
ADEMIC, Asociación de Educadores Musicales y Corporales
ASAM, Asociación Argentina de Musicoterapia
APTELEC, Asociación de Profesionales en Técnicas y Lenguajes Corporales.
Colegio de Graduados Nacionales en Expresión Corporal de la Argentina -Presidente Honorario.
CAD, Consejo Argentino de la Danza, Gabinete de Expresión Corporal.
Foro Latinoamericano de Educación Musical – San José de Costa Rica -miembro honorario

## Participación en ámbitos educativos
AGNON – Escuela de Formación de Maestras Jardineras.
Escuela de Teatro de la Universidad de Buenos Aires bajo la dirección de Oscar Fessler (1960-1966)
En 1967, Primeras Jornadas de Educación Preescolar, organizado por el Consejo Nacional de Protección al Menor, Ministerio de Bienestar Social, Buenos Aires.
II Congreso Interamericano de Psicología Clínica, “Simposio Danza y Terapia”
Enseñanza Primaria Común. Primeras Jornadas de Educación Musical organizadas por la Jefatura de Inspección de Enseñanza de Zona 5.1 Ministerio de Educación de la Provincia de Buenos Aires
Formación a Maestras en el Liceo Fuentes de Arco, Santa Fe (1960-1962)
Profesora titular de EC en la Universidad de El Salvador de Buenos Aires, en la carrera de Formación de Profesores de Musicoterapia (1967-1969)
Profesora titular de EC en la Cátedra de Recuperación Humana de la Universidad del Museo Social Argentino (1973-1975).
La Expresión Corporal, actividad integradora. Su aporte al deporte. V Congreso Mundial del Estudio Integral del Deporte y VI Congreso Argentino de Medicina del Deporte. Buenos Aires (1979)
Profesora de EC para actores en la Escuela de Teatro de la Pcia. de Santa Fe.
Profesora interina de la Escuela Nacional de Danzas en el curso de Capacitación Docente en Expresión Corporal (1972-1978).
Profesora y asesora en el Profesorado Nacional de Expresión Corporal de la Escuela Nacional de Danzas (1980-1983).

## Participación en el exterior
Realizó charlas, cursos y conferencias en varios países latinoamericanos, España, Estados Unidos, Japón e Israel siendo invitada por organismos destacados como:
OEA, Organización de los Estados Americanos. En Nicaragua y Honduras.
AEM, Asociación de Educadores Musicales del Uruguay.
INTEM, Instituto Interamericano de Educación, Santiago de Chile.
Universidad Nacional Mayor de San Marcos de Lima, Perú.
Conservatorio Brasileño de Música, Río de Janeiro, Brasil.
Ministerio de Educación y Cultura y la Universidad Federal de Río Grande do Sul, Escuela Superior de Educación Física de Puerto Alegre, Brasil.
Encuentro Internacional de Educación, Arte, y Creatividad. Universidad Católica de Chile.
Rubin Academy of Music and Dance, Jerusalem, Wingate Instituto de Educación Física, Tel Aviv, Israel.
Early Childhood Training Center Work Shops, New York, USA.
IPA, International Play Association: Children's Rights, Japón

## Referencia bibliográfica
- Dr. Antonio José Cardona Linares, Tesis Doctoral Patricia Stokoe: vida y obra, Tomo I y Tomo II, Universidad de Granada, 2009.
- Déborah Kalmar, ¿Qué es la Expresión Corporal?, Ed Lumen, 2005.
- Kiki Ruano y Galo Sánchez, Expresión Corporal y Educación, Ed. Wanceulen, 2009.

- Datos: Q6066594